# Science-Fiction-Jahr 2009
Übersicht

◄◄ | ◄ | 2005 | 2006 | 2007 | 2008 | Science-Fiction-Jahr 2009 | 2010 | 2011 | 2012 | 2013 | ► | ►►

Weitere Ereignisse